# Frédéric Monod
Frédéric Joël Jean Gérard Monod, född 1794, död 1863, var en fransk teolog, farfar till Wilfred Monod.
Monod tillhörde samma ortodoxa väckelseriktning som sin bror, Adolphe Monod. 1849 grundade han den från nationalkyrkan skilda Union des églises évangéliques libres de France, vars ledning han innehade fram till sin död.